# Non-implication
La non-implication matérielle, ou abjonction, (latin ab = "de", junctio =–"jonction") est un des 16 connecteurs binaires de la logique classique propositionnelle.
Au sein de cette logique elle exprime la négation de l'implication. Cela revient à dire que pour deux propositions P et Q, la non-implication de P à Q est vraie si et seulement si "P implique Q" est fausse. Ceci est plus naturellement déclaré comme la non-implication de P à Q est vrai seulement si P est vrai et Q est faux.
Il peut être écrit en utilisant la notation logique :
p⊅q
Lpq
p↛q
Et est équivalent à:
p∧~q

## Définition

### Table de vérité
| p | q | {\displaystyle ~\nrightarrow } |
| - | - | ------------------------------ |
| T | T | F                              |
| T | F | T                              |
| F | T | F                              |
| F | F | F                              |

## Symbole
Le symbole pour la non-implication est un symbole d'implication logique barré " ↛ ". Son symbole Unicode est 8603 (décimal).

## Langage naturel
"p mais pas q."

## Algèbre de Boole
"+" représentant le ou et "~" le non, la non-implication peut s'écrire "~(~A+B) "

## Informatique
Opération Bitwise: A&(~B) 
Opération logique: A&&(!B)